# Saint-Christophe (Eure y Loir)
 Saint-Christophe  es una localidad y comuna de Francia, en la región de Centro, departamento de Eure y Loir, en el distrito y Communauté de communes les Villages du Drouaiscantón de Châteaudun
Su población en el censo de 1999 era de 141 habitantes.
Está integrada en la Communauté de communes des Plaines et Vallées Dunoises.

## Demografía
| 163 | 130 | 111 | 102 | 138 | 141 |
| Para los censos de 1962 a 1999 la población legal corresponde a la población sin duplicidades (Fuente: INSEE [Consultar]) |     |     |     |     |     |